# Геология Австралии
Австралия расположена на Индо-Австралийской платформе.
Геология Австралии включает в себя практически все известные типы горных пород всех геологических периодов времени, охватывающих более 3,8 миллиардов лет истории Земли.

## Геологическое строение Австралии ("632")

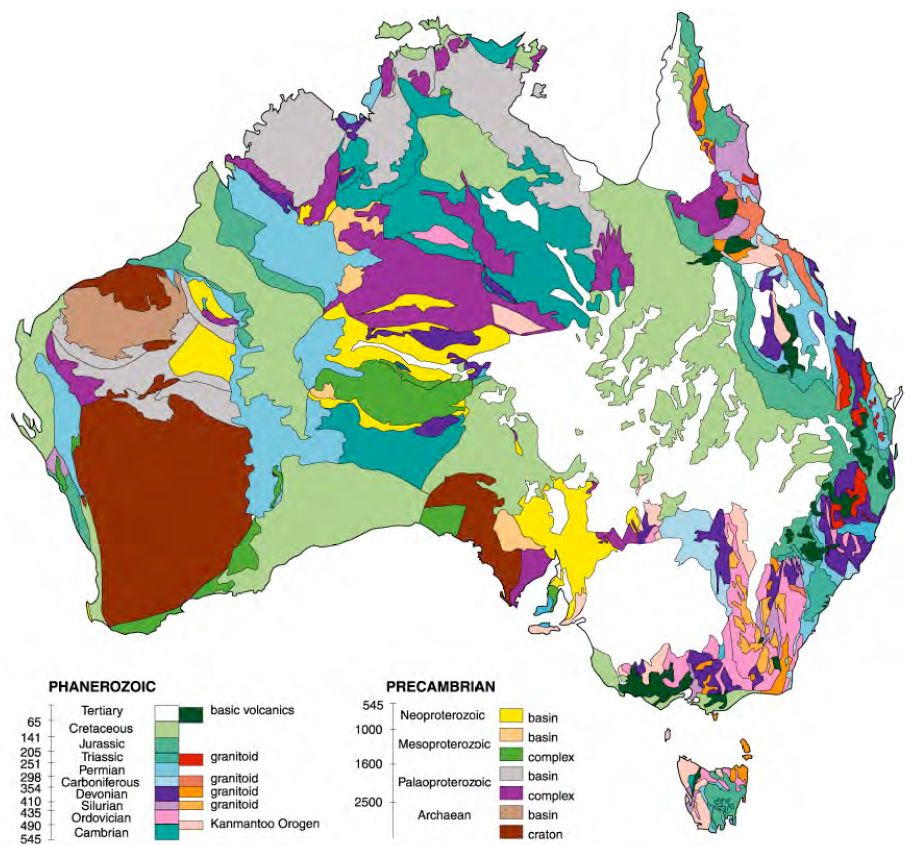
Основные геологические регионы Австралии.

Австралия расположена на древней платформе, ограниченной на востоке герцинской складчатой областью — Тасманской геосинклиналью, или Тасманским поясом палеозойской складчатости. В западной части платформы в пределах двух больших щитов (Йилгарн и Пилбара) и нескольких разрозненных выступлений (Голер, Масгрейв, Аранта и др.). обнажается архейский кристаллический фундамент. В его состав входят древние гранито-гнейсовые и гранулитовые комплексы, возраст которых оценивается в 2700—3400 млн лет, а также менее метаморфизованные комплексы зелено-каменных поясов (возраст от 3300 до 2600 млн лет). Последние представлены основными и ультраосновными метавулканитами, метаосадочными и переслоенными породами — железистыми кварцитами, граувакками, кремнистыми породами. Фундамент восточной части платформы составлен метаморфизованными вулканогенно-осадочными образованиями нижнего протерозоя (районы Джорджтаун и др.), с которыми связана колчеданно свинцово-цинковая минерализация (район Брокен-Хилл). К гранитным комплексам щитов и выступлениям фундамента платформы приурочены месторождения руд лития, тантала, ниобия, бериллия и др. редких металлов, а также драгоценных камней. Из докембрийских образований наибольшее минералогическое значение имеют верхнеархейские серии зеленокаменных поясов западной Австралии, с метабазальтами и диабазами которых связаны месторождения руд золота, гипербазитами — сульфидные никелевые месторождения, а также месторождения титаномагнетитовых ванадиевых руд, хризотилового и амфиболового асбеста. На кристаллическом фундаменте залегают осадочные и вулканогенные комплексы чехла.

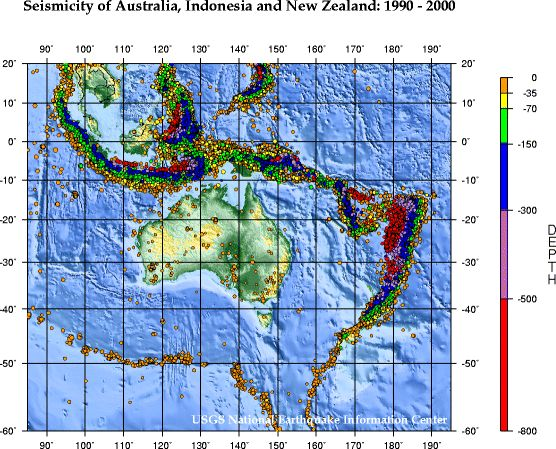
Сейсмическая карта Австралии.

В Западной Австралии древнейшие горизонты чехла принадлежат к нижнему протерозою и представлены песчаниками, переслаивающимися с базальтами, железисто-кремнистой породой (к ней приурочены наиболее крупные месторождения железных руд — бассейн Хамерсли), доломитами и кислыми эффузивами.
На севере страны нижнепротерозойские терригенные толщи чехла переходят в осадочные формации миогеосинклинальных прогибов Пайн-Крик (с которым связаны урановые стратиформные месторождения), Теннант-Крик и др., которые перекрываются терригенными формациями и кислыми вулкано-плутомичными комплексами. Верхнепротерозойские и палеозойские горизонты чехла представлены терригенными глинисто-карбонатными отложениями, которые наполняют синеклизы Карнарвона, Каннинга и прогибы Амадиес, Мак-Артур, Джорджина и др. В этих отложениях известны горизонты фосфоритов, гипса, каменной соли, месторождения марганцевых руд, стратиформные полиметаллические месторождения.
В Южной Австралии аналогичные толщи составляют складчатую систему Аделаида, вытянутую в меридиональном направлении. Мезозойские и кайнозойские толщи платформенного чехла представлены преимущественно песчано-глинистыми, часто угленосными отложениями; только в Пертском грабене в западной части континента, кроме них, известны морские отложения триаса и мела.
Восточная часть Австралийской платформы и зона сочленения её с Тасманским поясом палеозойской складчатости перекрыты мезо-кайнозойским чехлом, который заполняет впадину внутреннего Восточно-Австралийского бассейна (Большой Артезианский бассейн). Большую часть тасманского пояса занимает Лакланская складчатая система. Комплекс основы Тасманской геосинклинали обнажается в нескольких изолированных блоках и состоит из гнейсов и кварцитов нижнего протерозоя (район Джорджтаун) или верхнепротерозойских-нижнепалеозойских кристаллических сланцев (район Брисбен).
В рамках Лакланской системы распространены мощные геосинклинальные формации нижнего и среднего палеозоя — кембрийские офиолиты, конгломераты, песчаники и филиты, карбонатные породы ордовика и силура, нижне- и среднедевонские толщетерригенные породы, покрытые эффузивами и туфами. Складчатость в конце среднего девона здесь сопровождалась мощными проявлениями магматизма. С отложениями среднего девона связаны месторождения руд олова, вольфрама, молибдена, висмута, меди, свинца и цинка. Континентальные красноцветные отложения и кислые вулканогенные толщи верхнего девона, карбона и перми наполняют отдельные грабены и орогенные впадины. В складчатой системе Новой Англии на породах комплекса основания залегают мощные граувакки толщи с прослойками спилиты, кератофиры, андезитов и линзами органогенных известняков девонского периода. Отложения карбона представлены песчано-алевролитовыми толщами, содержащими слои известняков, кремнистых сланцев и конгломератов; пермо-триасовые отложения — горизонтами вулканогенных пород кислого и щелочного составов (с которыми связаны золото-медные, оловянно-вольфрамовые, молибден-висмутовые жильные месторождения), а также морскими и континентальными угленосными песчано-глинистыми толщами, которые наполняют грабены и прогибы (наибольшие Боуенський и Сиднейский).
Складчатая область восточной Австралии и Тасмании в кайнозойский период была захвачена процессами вулканизма, в результате чего сформировалась серия базальтовых плато, образующих пояс от Квинсленда до Тасмании. В составе вулканических толщ, кроме базальтов, присутствуют щелочные породы. В послекрейдовый период на континенте шло интенсивное развитие коры выветривания, часто латеритного типа — с ней связаны месторождения бокситов, никелевых силикатных и урановых руд. Происходило формирование прибрежно-морских пляжей, в отложениях которых развиты месторождения тяжелых песков, обогащенных цирконом, монацитом, ильменитом, рутилом.